# Nebula (Streamingdienst)
Nebula ist ein US-amerikanisches Medienunternehmen, welches Streaming und Podcasts anbietet. Es wurde von Dave Wiskus und den Content-Erstellern innerhalb der Creator Community Standard ins Leben gerufen und soll die anderen Vertriebskanäle der Content-Ersteller ergänzen, vor allem  YouTube- und Podcast-Plattformen. Nebula gehört gemeinsam dem Content-Marketing Unternehmen Standard und den Content-Erstellern, sowie CuriosityStream mit einer Minderheitsbeteiligung. Die Gewinne werden zu gleichen Teilen zwischen den Content-Erstellern und Standard aufgeteilt, wobei der Creator-Pool auf der Basis der Watchtime ausgezahlt wird.

## Geschichte
Die Idee für Nebula entstand im Rahmen von Diskussionen der Standard Creator Community online und auf der VidCon. Am 23. Mai 2019 wurde Nebula mit etwa 75 Content-Erstellern gestartet und hat seitdem erheblich an Bedeutung gewonnen. Mittlerweile gibt es über 140 Content-Ersteller auf der Plattform mit insgesamt mehr als 120 Millionen YouTube-Abonnenten und über 500.000 Abonnenten auf Nebula selbst (Stand: Mai 2022). Dadurch zählt die Plattform zu den erfolgreichsten YouTube-Rivalen. Nebula wurde für die beste Influencer-Kampagne bei den 10th Annual Streamy Awards und ein Jahr später bei den 11th Annual Streamy Awards für das beste Creator-Produkt nominiert. Das Unternehmen hat eine langjährige Kooperation mit CuriosityStream, um ein gemeinsames Abonnement für beide Dienste anzubieten. Im September 2021 wurde bekannt gegeben, dass CuriosityStream eine Minderheitsbeteiligung an Nebula erworben hat, wodurch das Unternehmen mit mehr als 50 Millionen Dollar bewertet wird. Im Mai 2022 startete Nebula Classes, wobei es sich um Online-Kurse der Content-Ersteller handelt.

## Inhalte
Stand Februar 2023 umfasst Nebula über 160 Content-Ersteller und Kanäle. Die meisten Inhalte sind auch auf YouTube oder Podcast-Plattformen verfügbar, aber es gibt auch exklusive Nebula Originals, die von einem oder mehreren Content-Erstellern produziert werden und nur auf der Plattform verfügbar sind. Die meisten Content-Ersteller haben einige exklusive Inhalte auf der Plattform und die meisten Inhalte sind sponsorenfrei, im Gegensatz zu den gleichen Videos auf YouTube. Zudem gibt es keine Anzeigen auf der Plattform.
Nebulas Muttergesellschaft Standard hat auch ein Inhouse-Produktionsunternehmen namens Standard Studios gegründet, um seinen Content-Erstellern bei Produktion, Bearbeitung und Grafik für Nebula Originals und Videos, die sowohl auf Nebula als auch anderswo gehostet werden, zu helfen. Die Streaming-Plattform wird hauptsächlich durch Ersteller selbst beworben, die die Seite auf ihren anderen Plattformen bewerben, da Nebula nicht dafür zahlt, anderswo zu werben oder öffentlichkeitswirksame Mitarbeiter zu beschäftigen.
Die Videoinhalte von Nebula sind in folgende Kategorien unterteilt: Animation, Erklärungen, Film & TV, Gaming, Geschichte, Musik, Originals, Wissenschaft & Technik sowie Schreiben. Einige der bekanntesten Content-Ersteller auf der Seite sind Jordan Harrod, Hbomberguy, Lindsay Ellis, LegalEagle, MinuteEarth, Tom Scott, Extra Credits, Adam Neely, Rene Ritchie, RealLifeLore, Brian James McManus und Sam Denby. Viele dieser Content-Ersteller gehören auch zu den Top-Verdienern auf Patreon und wurden als „Smart Youtuber Mafia“ bezeichnet. Nebula fungiert auch als Podcast-Plattform mit verschiedenen Audio-Podcasts, meist von denselben Content-Erstellern wie die Videoinhalte. Nebula ist über mehrere Plattformen zugänglich, einschließlich Computer, Smartphones, Tablets oder anderen Smart-Geräten über einen modernen Webbrowser oder deren iOS-, Apple-TV-, Roku-, Fire-TV-, Android-TV- und Android-Apps. Andere Geräte-Apps werden aktiv entwickelt, sind aber noch nicht verfügbar.